# Френцель, Михал

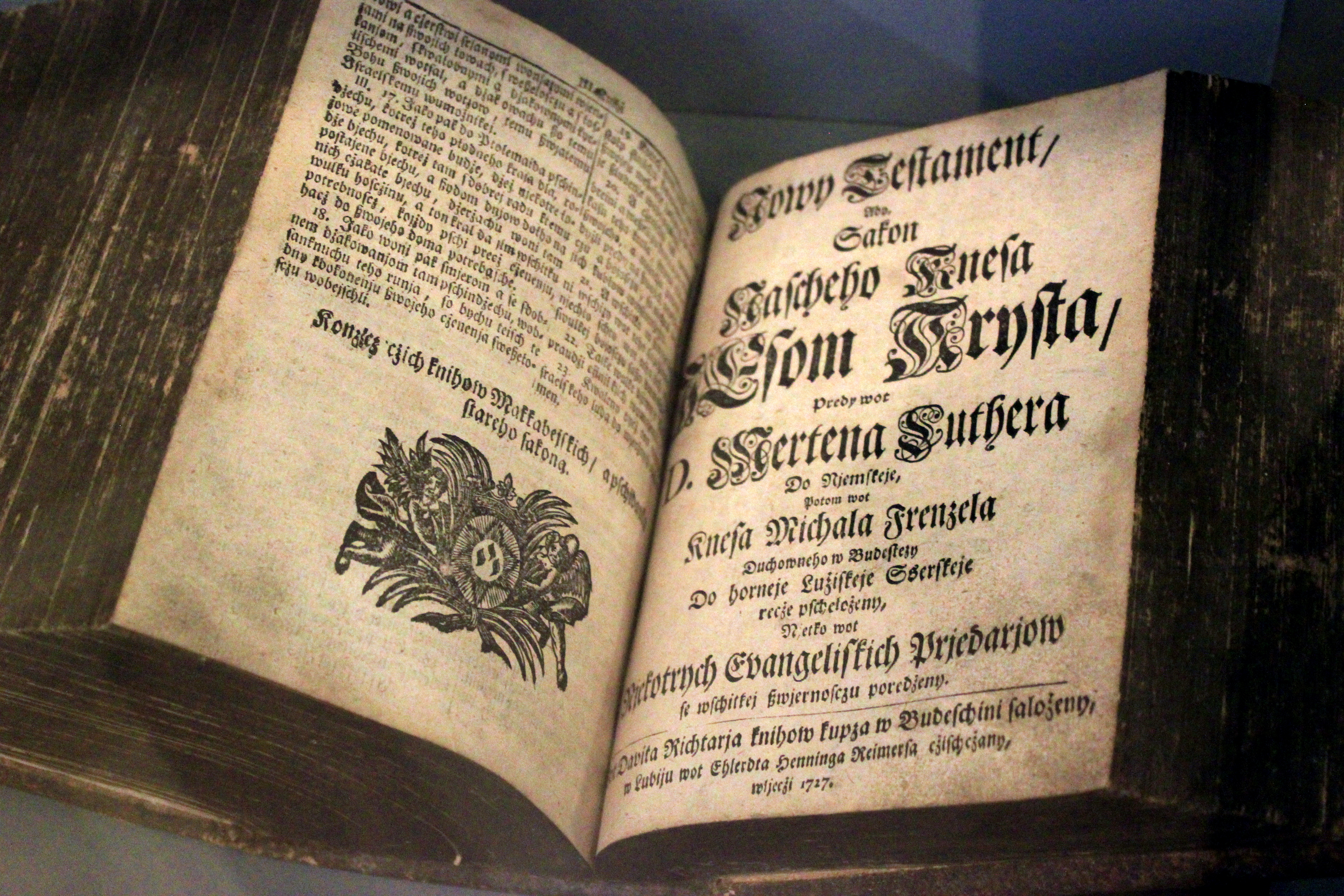
Новый Завет в переводе Михала Френцеля, 1706 год

Ми́хал Фре́нцель, другой вариант фамилии — Бра́нцель (в.-луж. Michał Frencel, нем. Michael Frenzel, 2 февраля 1628 года, деревня Бечицы, Лужица — 29 июня 1706 года, Гроспоствиц, Лужица) — лютеранский священник, лужицкий писатель, переводчик, один из творцов литературного верхнелужицкого языка. Некоторые сочинения и переводы Михала Френцеля относятся к так называемым «Лужицким языковым памятникам». Переводческая деятельность Михала Френцеля способствовала становлению литературного верхнелужицкого языка и подняла престиж родного языка среди лужицких сербов.

## Биография
Окончил гимназию в Баутцене и Саксонскую королевскую школу имени святого Афра в Мейсене. С 1649 года по 1651 год изучал лютеранское богословие в Лейпцигском университете, после чего был рукоположён в священника. С 1662 года был настоятелем церкви в Козеле и после — до конца своей жизни в лютеранском приходе в Гроспоствице.
В 1697 году во время путешествия русского императора Петра Великого вручил ему свой перевод Нового Завета на верхнелужицком языке со своим посвящением на верхнелужицком и латинском языках. Написал Петру Великому письмо, в котором сообщал о родстве славянских языков.
В 1706 году издал на верхнелужицком языке Новый Завет, использовав словенский (Библия Далматина, 1548), польский (Гданьская Библия, 1660) и чешский (Кралицкая Библия, 1613) переводы. В своём переводе использовал немецкую и польскую орфографию. В основе переводов использовал верхнелужицкие говоры, лежавшие к югу и юго-востоку от центрального верхнелужицкого диалекта окрестностей Будишина, которые исчезли к концу XIX века, поэтому его переводы являются образцом «верхнелужицкой архаичной периферийной зоны». Этот перевод Нового Завета пересмотрел его сын Абрахам Френцель, который сопоставил перевод своего отца с греческим текстом. Некоторые исследователи считают, что он подготовил полный перевод Библии, который впоследствии пропал.
Скончался 26 июня 1706 года и был похоронен около церкви, в которой служил настоятелем. В настоящее время могильный камень с его могилы находится в притворе церкви.
Отец лужицкого историка Абрахама Френцеля и лужицкого поэта Михала Френцеля.

## Сочинения
- S. Matthaeus und S. Marcus / Wie auch Die drey allgemeinen Haupt-Symbola. Budissin 1670
- Postwitzscher Tauff-Stein oder christliche und einfältige teutsch-wendische Predigt von der heiligen Taufe. Budissin 1688
- Apostolischer Catechismus, Das ist: S. Pauli Epistel an die Römer und an die Galater. Budissin 1693
- Das Gedächtniß der Wunder Gottes. Welches Bey Einweyhung des Anno 1688 aufgerichteten Neuen Altars/ In der Kirchen zu Postwiz/ In einer Predigt betrachtet und der Gemeine Gottes allda vorgetragen worden. Zittau 1697
- Der Psalter Des Königlichen Propheten Davids. Budissin 1703
- Das Neue Testament Unsers Herrn Jesu Christi / in die Oberlausitzsche Wendische Sprache. Zittau 1706